# Robert Wyatt
Robert Wyatt, nascido Robert Ellidge (Bristol, 28 de Janeiro de 1945), é um músico inglês da cena de Canterbury. Ele é ex-membro das bandas Soft Machine e Matching Mole.

## Biografia

### Primeiros anos
Quando adolescente, viveu com seus pais em uma casa de hóspedes de quatorze quartos na Geórgia, chamada Wellington House, em Lydden, próxima a Cantuária. Lá ele recebeu aulas de bateria do baterista de jazz americano George Niedorf.
Em 1962, Wyatt e Niedorf se mudaram para Majorca onde ficaram com o poeta Robert Graves. No ano seguinte, Wyatt retornou à Inglaterra e se juntou ao Daevid Allen Trio com Daevid Allen e Hugh Hopper. Em seguida Allen foi para a França formar o Gong (gongo), e Wyatt e Hopper formaram a banda Wilde Flowers (flores selvagens) com Richard Sinclair, Kevin Ayers e Brian Hopper. Wyatt foi inicialmente o baterista dos Wilde Flowers, mas com a saída de Ayers, ele se tornou o vocalista principal.

### Soft Machine e Matching Mole
Em 1966, a banda Wilde Flowers acabou, e Wyatt e Mike Ratledge formaram a banda Soft Machine (máquina mole) com Ayers e Allen. Ali Wyatt tocava bateria e cantava, uma combinação incomum para uma banda de rock.
Em 1970, após turnês caóticas, três discos e crescentes conflitos internos na Soft Machine, Wyatt lançou seu primeiro álbum solo, The End of an Ear (o fim de uma orelha), que combinou seus talentos vocais e multi-instrumentais com efeitos de fita.
Um ano depois, Wyatt saiu da Soft Machine e, além de participar da bigband Centipede (centopéia), formou sua própria banda chamada Matching Mole (um trocadilho com "machine molle", que em francês significa máquina mole), com uma proposta voltada À música instrumental. Depois de dois discos e um disco em conjunto com outros artistas, o Matching Mole estava próximo de embarcar em um terceiro disco quando, em 1º de junho de 1973, durante uma festa, Wyatt pulou de uma janela do terceiro andar. Como consequência, ele ficou sem os movimentos da cintura para baixo (paraplégico) e confinado a uma cadeira de rodas.

### Carreira a solo
A lesão levou Wyatt a abandonar o projeto Matching Mole, e a desistir da bateria. Ele começou uma carreira solo, e com uma série de músicos de estúdio (incluindo Mike Oldfield, o poeta Ivor Cutler and Fred Frith, guitarrista de Henry Cow), ele lançou seu aclamado álbum solo chamado "Rock Bottom" (expressão em inglês que significa "no fundo do poço"). Ainda no mesmo ano ele lançou um single com uma versão cover de "I'm a Believer" (sou um crente), que alcançou a posição 29 nas paradas inglesas. Aconteceram várias discussões pesadas com o produtor do Top of the Pops com relação a seu desempenho em "I'm a Believer", tendo como base que sua aparência em uma cadeira de rodas "não era apropriada para os olhos de uma família". O produtor queria que Wyatt aparecesse em uma cadeira normal. Wyatt venceu a discussão: "perdeu a calma mas não a cadeira de rodas" (da expressão em inglês 'lost his rag but not the wheelchair'), e fez sua próxima apresentação ainda contrariado.
O disco solo seguinte de Wyatt, Ruth Is Stranger Than Richard (Ruth é mais estranha que Richard), foi mais voltado para o jazz, com influências jazzísticas e de música africana. Entre os músicos convidados estavam Brian Eno tocando guitarra e sintetizador. Rock Bottom e Ruth Is Stranger Than Richard foram produzidos por Nick Mason do Pink Floyd e Wyatt iria no futuro fazer o vocal principal no disco solo de Nick Mason de 1981 chamado Fictitious Sports (esportes fictícios) (o primeiro álbum solo do baterista do Pink Floyd, com letras de Carla Bley).
Ao longo do resto dos anos 70, Wyatt participou bastante do meio musical, trabalhando com artistas como Henry Cow, Hatfield and the North, Carla Bley e Michael Mantler. Seu trabalho solo durante o início dos anos 80 foi cada vez mais político, e Wyatt se tornou um ativista e patrocinador do partido comunista da Inglaterra. Em 1983, sua interpretação da canção contrária a Guerra das Malvinas chamada "Shipbuilding" (construção de navios) de Elvis Costello, a última de uma série de versões cover políticas, chegou ao número 35 nas paradas de sucesso inglesas.
No final da década de 1980, após participar de outros trabalhos, ele e sua esposa Alfreda Benge passaram um período na Espanha, retornando em 1991, quando lançou o disco Dondestan (que em espanhol quer dizer "onde estão"), considerado por muitos como seu melhor trabalho desde Rock Bottom. Seu álbum Shleep, de 1997, também foi bem aclamado.
Wyatt participou do assombroso "Masters of the Field" (mestre dos campos), assim como no "The Highest Gander" (o olhar mais nobre), "La Forêt Rouge" (a floresta vermelha) e "Hors Champ" (cavalo campeão) da trilha sonora do aclamado filme Winged Migration (Migração Alada), de 2001. Ele pode ser visto na seção de extras do DVD, e é elogiado pelo compositor do filme, Bruno Coulais, como sendo uma grande influência de sua juventude.
Em 2001, Wyatt foi curador do festival de Meltdown, e cantou "Comfortably Numb" durante a apresentação de David Gilmour no festival, gravada no DVD "David Gilmour in Concert".
Em 2003, lançou o álbum Cuckooland (terra dos cucos) que foi indicado para o prêmio Mercury Music.
Em 2004, Wyatt participou canção "Submarine" da cantora Björk, que foi lançada no quinto álbum dela, Medúlla.
Em 2006, Wyatt tocou com David Gilmour no disco On An Island (em uma ilha), cantando e tocando corneta e percussão em "Then I Close My Eyes" (então eu fecho meus olhos). Wyatt também participou como convidado da série de concertos de Gilmour no Royal Albert Hall, tocando corneta nesta música.

### Wyatting
Recentemente o verbo "Wyatting" (Wyattando) apareceu em alguns blogs e revistas musicais, para descrever a prática do uso de faixas estranhas de uma jukebox de um pub para perturbar os frequentadores de outro pub. O nome foi lançado por Carl Neville, um professor de inglês londrino de 36 anos, pois um dos LPs preferidos para esse efeito é Dondestan.
Robert Wyatt afirmou ao jornal The Guardian se sentir muito honrado com a ideia de se tornar um verbo.

## Discografia
| Ano  | Projecto                            | Título                                        | Tipo   | Observações |
| ---- | ----------------------------------- | --------------------------------------------- | ------ | --- |
| 1967 | Soft Machine                        | Love makes sweet music                        | Single | |
| 1968 | Soft Machine                        | Why are we sleeping?                          | Single | |
| 1968 | Soft Machine                        | The Soft Machine                              | LP     | |
| 1969 | Soft Machine                        | Volume Two                                    | LP     | |
| 1970 | Soft Machine                        | Third                                         | 2LP    | |
| 1970 | Robert Wyatt                        | The end of an ear                             | LP     | |
| 1971 | Soft Machine                        | Fourth                                        | LP     | |
| 1971 | Soft Machine                        | Jet-propelled photographs (At the beginning)  | LP     | Gravações efectuadas em Abril de 1967 e produzidas por Giorgio Gomelsky. Estas seriam reeditadas diversas vezes após 1971 sob diferentes designações. |
| 1972 | Matching Mole                       | Matching Mole                                 | LP     | |
| 1972 | Matching Mole                       | O Caroline/Signed curtain                     | Single | |
| 1972 | Matching Mole                       | Matching Mole's little red record             | LP     | |
| 1974 | Robert Wyatt                        | Rock bottom                                   | LP     | |
| 1974 | Robert Wyatt                        | The Peel Sessions                             | LP     | |
| 1974 | Robert Wyatt                        | I'm a believer/Memories                       | Single | |
| 1974 | Robert Wyatt                        | Yesterday man/I'm a believer                  | Single | |
| 1975 | Robert Wyatt                        | Ruth is stranger than Richard                 | LP     | |
| 1977 | Robert Wyatt                        | Yesterday man/Sonia                           | Single | |
| 1977 | Soft Machine                        | Triple echo                                   | LP     | Compilação de temas gravados em estúdio. |
| 1980 | Robert Wyatt                        | Arauco/Caimanera                              | Single | |
| 1980 | Robert Wyatt                        | At last I'm free/Strange fruit                | Single | |
| 1981 | Robert Wyatt                        | Stalin wasn't stallin'/Stalingrad             | Single | |
| 1981 | Robert Wyatt                        | Grass/Trade Union                             | Single | |
| 1982 | Robert Wyatt                        | The Animals Film                              | EP     | |
| 1982 | Robert Wyatt                        | Nothing can stop us                           | LP     | Compilação de singles. A edição australiana, de 1983, contém o single "Shipbuilding".                                                                 |
| 1982 | Robert Wyatt                        | Shipbuilding/Memories of you/'Round midnigh   | EP     | |
| 1982 | Robert Wyatt                        | Shipbuilding/Memories of you                  | Single | |
| 1982 | Soft Machine                        | Memories                                      | LP     | Igual a Jet-propelled photographs, ainda que o alinhamento siga uma ordem diferente.                                                                  |
| 1984 | Robert Wyatt                        | publicado in progress                         | EP     | Contém as canções "Biko", "Amber and the amberines", "Yolanda" e "Te recuerdo Amanda”.                                                                |
| 1984 | Robert Wyatt                        | 4 Tracks EP                                   | EP     | Contém as canções "I'm a believer", "Yesterday man", "Team spirit" e "Memories”.                                                                      |
| 1984 | Robert Wyatt with the SWAPO Singers | The wind of change/Namibia                    | Single | |
| 1984 | Robert Wyatt                        | The age of self/Raise your banners high       | Single | |
| 1985 | Robert Wyatt                        | Old rottenhat                                 | LP     | |
| 1987 | Robert Wyatt                        | Chairman Mao                                  | Single | |
| 1987 | Soft Machine                        | Soft Machine                                  | LP     | Compilação apenas editada em Espanha. |
| 1988 | Soft Machine                        | Live at the Proms                             | LP     | Gravações efectuada ao vivo em 1970. |
| 1990 | Soft Machine                        | The Peel sessions                             | LP     | Gravações efectuadas entre 1969 e 1971. |
| 1990 | Soft Machine                        | The Peel sessions                             | LP     | Gravações efectuadas entre 1969 e 1971. |
| 1990 | Soft Machine                        | Live                                          | LP     | Disco ao vivo gravado entre 1969 e 1970. |
| 1990 | Soft Machine                        | As if…                                        | LP     | Gravações efectuadas entre 1969 e 1971. |
| 1991 | Robert Wyatt                        | Dondestan                                     | LP     | |
| 1992 | Robert Wyatt                        | A short break                                 | EP     | Contém as canções "Short break", "Tubab", "Kutcha", “Venti Latir” e "Unmasked”.                                                                       |
| 1993 | Soft Machine                        | BBC Radio One Live in concert                 | LP     | Gravação efectuada ao vivo em 1971. |
| 1994 | The Wilde Flowers                   | The Wilde Flowers                             | LP     | Gravações efectuadas entre 1965 e 1969. |
| 1994 | Soft Machine                        | Soft Machine (Live & Demos)                   | LP     | Gravações efectuadas entre 1967 e 1969. |
| 1994 | Matching Mole                       | BBC Radio 1 Live in concert 1994              | LP     | Gravação efectuada ao vivo em 1972. |
| 1995 | Soft Machine                        | Live at the Paradiso 1969                     | LP     | Gravação efectuada ao vivo em 1969. |
| 1996 | Soft Machine                        | Spaced                                        | LP     | Disco ao vivo gravado em 1969. |
| 1996 | Soft Machine                        | Live at The Paradiso                          | LP     | Gravação efectuada ao vivo em 1969. |
| 1997 | Robert Wyatt                        | Shleep                                        | LP     | |
| 1997 | Robert Wyatt                        | Free will and testament/The sight of the wind | Single | |
| 1997 | Robert Wyatt                        | Heaps of sheeps/A sunday in Madrid            | Single | |
| 1998 | Robert Wyatt                        | Dondestan (Revisited)                         | LP     | |
| 1998 | Soft Machine                        | Live 1970                                     | LP     | Gravações efectuadas ao vivo em 1970. |
| 1998 | Soft Machine                        | Virtually                                     | LP     | Gravação efectuada ao vivo em 1971. |
| 1999 | Robert Wyatt                        | EP                                            | 5LP    | Caixa que reúne todos os singles editados até essa altura.                                                                                            |
| 2000 | Soft Machine                        | Noisette                                      | LP     | Gravação efectuada ao vivo em 1970. |
| 2001 | Soft Machine                        | Turns on, vol. 1                              | LP     | Gravações efectuadas ao vivo em 1967 e 1968. |
| 2001 | Matching Mole                       | Smoke signals                                 | LP     | Gravações efectuadas ao vivo em 1972. |
| 2001 | Soft Machine                        | Turns on, vol. 2                              | LP     | Gravações efectuadas ao vivo em 1967 e 1968. |
| 2001 | Soft Machine                        | Anthology 1963-1970                           | LP     | Gravações efectuadas ao vivo em 1969. |
| 2002 | Matching Mole                       | March                                         | LP     | Gravações efectuadas ao vivo em 1972. |
| 2002 | Robert Wyatt                        | Airplay                                       | EP     | Contém as canções "Fridge", "When access was a noun", "Salt-Ivy" e "Signed curtain".                                                                  |
| 2002 | Soft Machine                        | Backwards                                     | LP     | Gravações efectuadas ao vivo entre 1968 e 1970. |
| 2002 | Soft Machine                        | Facelift                                      | LP     | Gravação efectuada ao vivo em 1970. |
| 2003 | Robert Wyatt                        | Solar flares burn for you                     | LP     | Gravação efectuada ao vivo em 1975. |
| 2003 | Robert Wyatt                        | Cuckooland                                    | LP     | |
| 2003 | Soft Machine                        | BBC Radio 1967-1971                           | LP     | Gravação efectuada ao vivo entre 1967 e 1971. |
| 2003 | Soft Machine                        | Kings of Cantuária                            | LP     | Gravações efectuadas ao vivo em 1970. |
| 2004 | Soft Machine                        | Somewhere in Soho                             | 2LP    | Gravação efectuada ao vivo em 1970. |
| 2004 | Soft Machine                        | Breda Reactor                                 | 2LP    | Gravação efectuada ao vivo em 1970. |
| 2004 | Robert Wyatt                        | His greatest misses                           | LP     | Compilação. |
| 2005 | Soft Machine                        | Out-Bloody-Rageous                            | 2LP    | Compilação compreendendo o período entre 1967 e 1973.                                                                                                 |
| 2005 | Robert Wyatt                        | Theatre Royal Drury Lane                      | LP     | Gravação efectuada ao vivo em 1974. |
| 2006 | Soft Machine                        | Grides                                        | 2LP    | Gravação efectuada ao vivo em 1971. |
| 2006 | Soft Machine                        | Middle Earth Masters                          | LP     | Gravações efectuadas ao vivo em 1967 e 1968. |
| 2007 | Robert Wyatt                        | Comicopera                                    | LP     | |
| 2007 | Matching Mole                       | On the rádio                                  | LP     | Gravações efectuadas em 1972. |
| 2008 | Robert Wyatt                        | A retrospective sampler                       | LP     | Compilação promocional da Domino. |
| 2009 | Soft Machine                        | Live at Henie Onstad Art Centre 1971          | LP     | Gravação efectuada ao vivo em 1971. |
| 2009 | Robert Wyatt                        | Radio Experiment Rome, February 1981          | LP     | Gravação efectuada ao vivo em 1981. |

### Participações
| Ano  | Projecto                             | Título                                      | Tipo   | Contributo |
| ---- | ------------------------------------ | ------------------------------------------- | ------ | --- |
| 1968 | Eric Burdon & The Animals            | Love is                                     | LP     | Voz em “River deep, mountain high”.                                                                                      |
| 1969 | Eire Apparent                        | Love is                                     | LP     | Voz em “The clown”. |
| 1968 | Eric Burdon & The Animals            | River deep, mountain high                   | LP     | Voz em “River deep, mountain high”.                                                                                      |
| 1969 | Kevin Ayers                          | Joy of a toy                                | LP     | Bateria e percussão em vários temas.                                                                                     |
| 1970 | Kevin Ayers                          | Kevin Ayers and The Whole World             | LP     | Voz nos temas “Colores para Dolores” e “Clarence in Wonderland”.                                                         |
| 1970 | Gong                                 | Banana Moon                                 | LP     | Voz, guitarra e bateria em vários temas.                                                                                 |
| 1970 | Syd Barrett                          | The madcap laughs                           | LP     | Bateria em todos os temas.                                                                                               |
| 1971 | Lol Coxhill                          | Ear of the beholder                         | LP     | Bateria em todos os temas.                                                                                               |
| 1971 | Centipede                            | Septober energy                             | LP     | Bateria em todos os temas.                                                                                               |
| 1971 | The Keith Tippett Group              | Dedicated to you, but you weren't listening | LP     | Bateria e voz em “Five after dawn”.                                                                                      |
| 1972 | Kevin Ayers                          | Whatevershebringswesing                     | LP     | Voz em “Whatevershebringswesing”.                                                                                        |
| 1972 | New Violin Summit                    | New Violin Summit                           | LP     | Bateria em vários temas.                                                                                                 |
| 1972 | Don 'Sugar Cane' Harris              | Sugar can got the blues                     | LP     | Bateria em todos os temas.                                                                                               |
| 1973 | Kevin Ayers                          | Bananamour                                  | LP     | Voz em “Hymn”. |
| 1973 | Hatfield & The North                 | Hatfield & The North                        | LP     | Voz em “Calyx”. |
| 1974 | Lol Coxhill/Steve Miller             | The story so far…Oh really                  | LP     | Voz e percussão em “Soprano derivato/Apricot jam”.                                                                       |
| 1974 | Kevin Ayers/John Cale/Brian Eno/Nico | June 1, 1974                                | LP     | Bateria em vários temas.                                                                                                 |
| 1974 | Brian Eno                            | Taking tiger mountain (By strategy)         | LP     | Bateria em todos os temas; voz em “Burning airlines give you so much more”, “Put a straw under baby” e “The true wheel”. |
| 1975 | Phil Manzanera                       | Diamond head                                | LP     | Voz em “Frontera”. |
| 1975 | Phil Manzanera                       | Frontera/Same time next week                | Single | Voz em “Frontera”. |
| 1976 | Jan Steele/John Cage                 | Voices and instruments                      | LP     | Voz em “Experiences No.2” e “The wonderful widow of eighteen springs”.                                                   |
| 1976 | Henry Cow                            | Concerts                                    | 2LP    | Voz em “Bad alchemy” e “Little red riding hood hits the road”.                                                           |
| 1976 | Michael Mantler                      | The happless child                          | LP     | Voz em todos os temas.                                                                                                   |
| 1976 | Kevin Ayers                          | Odd ditties                                 | LP     | Bateria em “Soon soon soon”                                                                                              |
| 1977 | Michael Mantler                      | Silence                                     | LP     | Voz e percussão em todos os temas.                                                                                       |
| 1977 | Brian Eno                            | Before and after science                    | LP     | Percussão em “Kurt's rejoinder” e “Through hollow lands”.                                                                |
| 1978 | Brian Eno                            | Ambient #1 Music for airports               | LP     | Piano em “1/1”. |
| 1980 | Kevin Coyne                          | Sanity stomp                                | 2LP    | Percussão e teclados em vários temas.                                                                                    |
| 1980 | Hatfield & The North                 | Afters                                      | LP     | Voz em “Calyx”. |
| 1981 | Nick Mason                           | Fictitious sports                           | LP     | Voz em vários temas. |
| 1981 | Nick Mason                           | Fictitious sports promotional               | Single | Voz em “Hot river”. |